# アイズレー・ブラザーズ
アイズレー・ブラザーズ（The Isley Brothers、[ˈaɪzliː]）は、アメリカ合衆国の音楽グループ。1950年代にオケリー・アイズレー、ルドルフ・アイズレー、ロナルド・アイズレーの3人組ボーカル・グループとして結成された。

## 来歴
1950年代前半にヴォーカル・グループとして結成され、当初はドゥーワップも歌っていた。アイズレーは、1959年にゴスペル・ソウル「シャウト」をヒットさせた。その後もビートルズのカバーでも有名な「ツイスト・アンド・シャウト」などをチャートに送り込んだ。1962年に発表した「Nobody but Me」はどのチャートにも入らなかったが、1967年にザ・ヒューマン・ベインズがカバーしたバージョンがヒットし（邦題「ノー・ノー・ノー」）、映画やテレビなどで頻繁に使用されている。
1960年代半ばには当時無名だったジミ・ヘンドリックスをツアー・メンバーに加え、ステージだけでなく、レコーディングにも参加させている。当時のヘンドリックスは、仕事がない時はアイズレー家に居候しており、幼い頃のアーニー・アイズレーは、ヘンドリックスのギター練習を間近で見続ける機会に恵まれた。結果、アーニーはヘンドリックス色を濃厚に受け継いだギタリストとしてグループに参加することになった。
1966年にはモータウンから「ジス・オールド・ハート・オブ・マイン」を発表した。またモータウン時代には「君の胸に抱かれたい」も発表している。そして1969年、そのアーニーを含む3人のバンドメンバーを加え、6人編成のソウル、ファンク・バンドとなり「イッツ・ユア・シング」のヒットを放った。
1971年から74年には『Givin' It Back』『Live It Up』などを発表した。「ラブ・ザ・ワン・ユア・ウィズ」（「愛への讃歌」）、「思い出のサマー・ブリーズ」などのカバー曲もシングルとしてリリースしている。1973年には「ザット・レイディ」が、ポップへのクロスオーバー・ヒットとなった。1975年には「フォー・ザ・ラブ・オブ・ユー」、1977には「フットステップス・イン・ザ・ダーク」がソウル・チャートでのヒットとなっている。
1983年のアルバム『Between the Sheets』を発表後にCBSレコードとグループ側の評価の相違や、中途参加メンバーのグループ内での評価に対する不満により、中途参加メンバーはアイズレー・ジャスパー・アイズレーを結成する。1985年の「キャラバン・オブ・ラブ」はソウル・チャートで大ヒットになった。彼らはアルバムを3枚残した。
結成メンバーの3人はアイズレー・ブラザーズとして、1985年に「コールダー・アー・マイ・ナイツ」をソウル・チャートでヒットさせた。しかし1986年にオーケリー・アイズレーが心臓発作により急逝してしまう（48歳没）。87年には「スムース・セイリン・トゥナイト」がソウル・ヒットになっている。その後ルドルフ・アイズレーは聖職につくためにグループを離脱した。このメンバーが減った時期からアンジェラ・ウィンブッシュがグループをサポートした。1989年発表の『スペンド・ザ・ナイト』は「The Isley Brothers featuring Ronald Isley」名義であり、実質ロナルドのソロ・プロジェクトとなった。また、Gラッパーによって「フォー・ザ・ラブ・オブ・ユー」や「ビトウィーン・ザ・シーツ」が、バックトラックとして使用されるようになった。
アイズレーは「ヴォーカル・グループ・ホール・オブ・フェイム」にも選出されている。
1991年にアーニー・アイズレーとマーヴィン・アイズレーが復帰した。また1994年にはアリーヤが、「アット・ユア・ベスト」をカバー・ヒットさせている。90年代にはロナルドがRケリーと組んだ「ダウン・ロウ」がヒットした。1997年にマーヴィン・アイズレーが糖尿病による神経障害のため壊疽をおこした足を切断し、活動を離脱(2010年死去)。同じく97年に「トリート・ユー・ライト」を発表した。年2001年に「Isley Brothers Featuring Ronald Isley AKA Mr. Biggs」名義の「コンテイジャス」がビルボードHOT 100にチャートインすることで、1950年代から2000年代まで6つの西暦10年代(decade)連続でビルボードのシングルチャートに登場した史上初のアーティストとなった。
アイズレー・ブラザーズは2人でアルバムを出し続け、若手とのコラボレーション等も盛んに行なっていた。だが2005年、ロナルド・アイズレーが長年の所得税脱税などにより検挙され、2006年に懲役3年1ヶ月の実刑と罰金310万ドルの刑が確定してしまった。彼は収監されたため、グループは事実上の活動停止状態となっていたが、2010年4月13日、ロンが出所。これに伴い、彼は同年5月から出所後初のツアーを行っている。

## ディスコグラフィ
- Shout (1959)
- Twist & Shout (1962)
- The Fabulous Isley Brothers -Twisting and Shouting (1964)
- Take Some Time out for the Isley Brothers (1964)
- Twisting & Shouting (1964)
- This Old Heart of Mine (1966)
- Soul on the Rocks (1967)
- Tamla Motown Presents (1967)
- Doin' Their Thing (1969)
- It's Our Thing (1969)
- Live at Yankee Stadium (1969)
- The Brothers: Isley (1969)
- In the Beginning (1970)
- Get into Something (1970)
- Giving It Back (1971)
- Brother, Brother, Brother (1972)
- The Isleys Live (1972)
- 3 + 3 (1973)
- Live It Up (1975)
- The Heat Is on (1975)
- Harvest for the World (1976)
- Go for Your Guns (1977)
- Showdown (1978)
- Winner Takes All (1979)
- Go All the Way (1980)
- Grand Slam (1981)
- Inside You (1981)
- The Real Deal (1982)
- Between the Sheets (1983)
- Masterpiece (1985)
- Smooth Sailin'  (1987)
- Spend the Night (1989)
- Tracks of Life (1992)
- Live (1993)
- Mission to Please (1996)
- Eternal (2001)
- Body Kiss (2003)
- Baby Makin' Music (2006)
- Make Me Say It Again, Girl (2022)

## 主要メンバー
（）内は在籍期間
現メンバー
- ロナルド・アイズレー リードボーカル (1954年 - 現在) 3男
- アーニー・アイズレー ギター (1973年 - 1983年, 1991年 - 現在) 5男

旧メンバー
- オーケリー・アイズレー バッキングボーカル (1954年 - 1986年) 長男 1986年死去
- ルドルフ・アイズレー  バッキングボーカル (1954年 - 1989年) 次男 2023年10月11日[7]死去
- マーヴィン・アイズレー ベース (1973年 - 1983年, 1991年 - 1997年) 6男 2010年死去
- クリス・ジャスパー キーボード (1973年 - 1983年) ルドルフの妻の弟 2025年死去
- ヴァーノン・アイズレー リードボーカル (1954年 - 1955年) 4男 交通事故により13歳で死去